# Symbols
Symbols fue una banda de metal brasileña que estuvo activa de 1997 a 2004.

## Historia
La banda tuvo dos grandes lanzamientos: Symbols y Call To the end,luego de esto, Eduardo Falaschi dejaría la banda para unirse a Angra.En 2004 se lanzó el álbum Faces con Demian como vocalista.

## Álbumes
- Symbols (1997)
- Call to the end (2001)
- Faces (2004)

## Miembros
- Rodrigo Arjonas - Guitarra
- Eduardo Falaschi - Vocales
- Rodrigo Mello - Batería
- Demian Tiguez - Guitarra
- Fabrízio Di Sarno - Teclado
- César Talarico - Bajo
- Tito Falaschi - Bajo y Vocales
- Marcello Panzardi - Teclado

- Datos: Q3507540